# Are (Turquia)
Are (em turco: Ağrı; em arménio: Արարատի; em curdo: Agirî ou Qerekose), antigamente chamada Caracose (Karaköse), Caracilise (Karakilise) ou, durante o Império Otomano, Şorbulak, é uma cidade e distrito (em turco: ilçe) da província homónima que faz parte da região da Anatólia Oriental da Turquia. Tem 1 497,3 km² de área e 
em 2021 tinha 120 390 habitantes (densidade: 80,4 hab./km²). Em 2012 tinha 145 359 habitantes dos quais 107 839 moravam na cidade.
A cidade deve o nome ao monte Ararate, que em turco se chama Ağrı Dağı e em curdo Çîyayê Agirî ("montanha de fogo"). Esta montanha, a mais alta da Turquia e o símbolo nacional da Arménia, encontra-se a pouco mais de 100 km a leste da cidade, perto das fronteiras com a Arménia, Irão e Azerbaijão. O nome Karaköse, atribuído perto do final do Império Otomano significa "barba curta".
Ağrı, então chamada Karaköse, foi o centro da Revolta de Ararate (em turco: Ağrı ayaklanmaları), durante a qual foi autoproclamada a República Curda do Ararate, liderada por Ihsan Nuri, um ex-oficial otomano curdo. A revolta estalou em outubro de 1927 e terminou definitivamente em 1930 ou 1931, esmagada pelo exército turco. A República do Ararate foi dissolvida em setembro de 1930.
O clima é do tipo húmido continental, (classificação de Köppen-Geiger Dfb), com uma grande amplitude térmica entre o verão e o inverno, devido à grande altitude (mais de 1 600 m). Os verões são geralmente curtos, mas quentes (a média das temperaturas máximas em julho e agosto é aproximadamente 30 °C). Os invernos são muito frios, com temperaturas máximas negativas entre dezembro e fevereiro, e com a média das temperaturas mínimas entre dezembro e março inferiores a -8 °C (-16 °C em janeiro), chegando a descer aos -40 °C. A neve cobre a cidade durante quatro meses por ano, em média.